# 북풍회
북풍회는 1924년 11월 경성부에서 결성된 사회주의 사상단체이다.